# Rónin

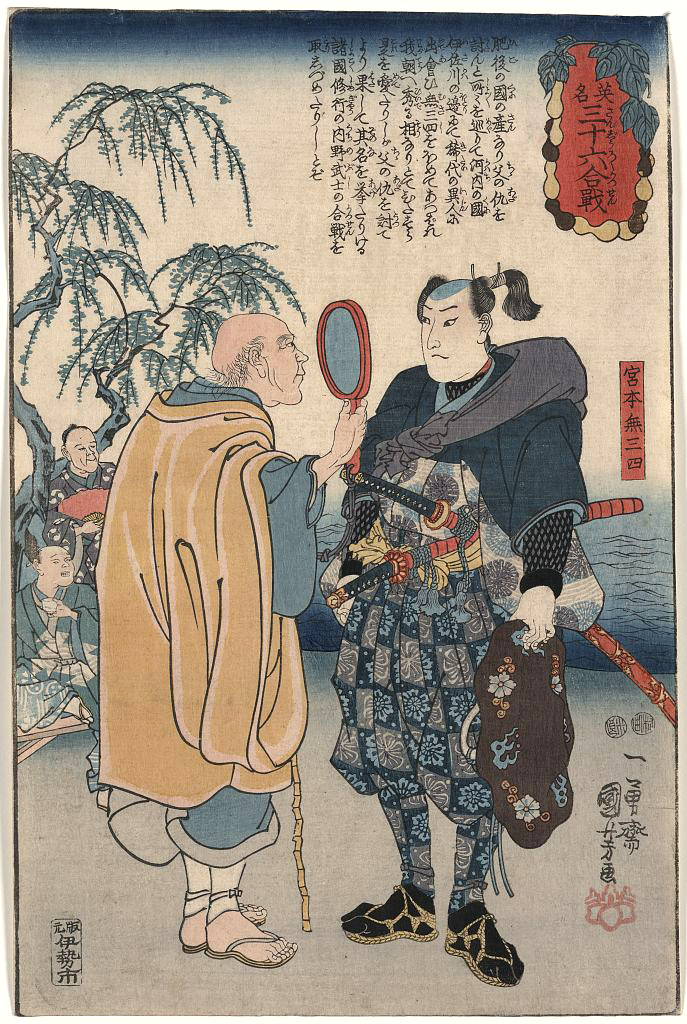
Dřevoryt od mistra ukijo-e Kunijošiho Utagawy zobrazující slavného rónina Mijamota Musašiho, který si nechává předpovídat budoucnost.

Rónin (japonsky 浪人, česky: potulný muž) byl samuraj bez pána ve feudálním období v Japonsku (1185 – 1868). Samuraj mohl o pána přijít jeho smrtí či ztrátou jeho přízně (například po porušení zásad bušidó).
V dnešním Japonsku bývají tímto výrazem označováni především nezaměstnaní sararimani neboli úředníci, zaměstnanci velkých podniků, anebo studenti, kteří neuspěli u přijímacích zkoušek na školu a tráví rok přípravou na další přijímací zkoušky. 

## Postavení
Podle morálního kodexu bojovníka neboli bušidó měl samuraj po ztrátě svého pána spáchat rituální sebevraždu seppuku (nesprávně též harakiri). Pokud se někdo rozhodl tento kodex nectít, zůstal „osamocen“ a na jeho hlavu padla velká hanba. Nežádoucnost postavení rónina způsobovala hlavně diskriminace ze strany ostatních samurajů a feudálních pánů neboli daimjóů.
Stejně jako ostatní samurajové byl i rónin vyzbrojen dvěma meči. Používal i řadu dalších zbraní. Někteří róninové – obvykle ti, kteří neměli peníze – bývali místo mečů vyzbrojeni 180–270 cm dlouhou holí bó nebo menší tyčí džó, případně lukem jumi. Většina zbraní odkazovala na školu bojových umění neboli rjú, kterou prošli, pokud nějakou absolvovali.
Během období Edo, s přísným třídním systémem a zákony šógunátu, značně vzrostl počet róninů. Konfiskace lén za vlády třetího šóguna Iemicua Tokugawy měla za následek obzvlášť velký nárůst počtu róninů. V předcházejících obdobích samurajové směli měnit mistry, a dokonce i povolání. Mohli také uzavírat sňatky mezi třídami. V období Edo však byli omezováni, a měli především zakázáno nechat se bez svolení svého předchozího mistra zaměstnat jiným mistrem.
Jelikož bývalí samurajové nemohli legálně začít podnikat v novém řemesle, anebo jim to hrdost nedovolila, byli mnozí róninové nuceni hledat jiné způsoby, jak si svými meči vydělat na živobytí. Róninové, kteří hledali stálé, zákonné zaměstnání, se stali žoldnéři, kteří střežili obchodní karavany, nebo tělesnými strážci bohatých obchodníků. Z dalších róninů se stali zločinci, působili jako bandité a lupiči nebo se připojili k organizovanému zločinu ve městech a velkoměstech. Róninové sloužili jako námezdní rváči pro gangy, které provozovaly hazardní kroužky, nevěstince, vyděračství a podobné aktivity, nebo tyto skupiny sami vedli. Z řady z nich se stali drobní zloději a lupiči. Díky kriminálním aktivitám získali róninové v období Edo hanebnou pověst násilníků, rváčů, hrdlořezů a potulných pobudů. Po zrušení samurajské třídy pokračovali někteří róninové ve svých násilnických a žoldnéřských aktivitách, jako byla například účast na smutně proslulé vraždě královny Mjŏngsŏng, manželky korejského vládce Kodžonga z dynastie Čoson v roce 1895.

## Historie
Až do počátku období Sengoku tvořili převážnou část armád daimjóů rolníci, kteří tak představovali většinu róninů. V období Sengoku zvaném též období válčících států potřeboval daimjó další bojovníky, a i když mistr zahynul, jeho rónin byl schopen sloužit novým pánům. Na rozdíl od pozdějšího období Edo bylo pouto mezi pánem a vazalem mnohem volnější a někteří vazalové, kteří nebyli spokojeni s tím, jak s nimi jejich páni zacházeli, je opustili a hledali nové pány. Mnoho válečníků sloužilo řadě mistrů, a někteří se dokonce stali daimjóy. Například Takatora Tódó sloužil deseti pánům. Navíc ještě neproběhlo rozdělení obyvatelstva do tříd, takže bylo možné změnit povolání z válečníka na obchodníka nebo zemědělce nebo naopak. Dósan Saitó byl původně obchodník, který se vyšvihl do řad válečníků, aby se posléze stal daimjóem.
Jak Hidejoši Tojotomi postupně sjednocoval významnější části země, považovali daimjóové za zbytečné verbovat nové vojáky. Po bitvě u Sekigahary v roce 1600 došlo ke konfiskaci nebo zmenšení lén velkého počtu daimjóů, kteří stáli na straně poražených; v důsledku toho se mnoho samurajů stalo róniny. Až sto tisíc róninů spojilo síly s Hidejorim Tojotomim a bojovalo při obléhání Ósaky. V následujících letech míru poklesla potřeba udržovat drahé stálé armády a mnoho přeživších róninů se vrátilo na farmy nebo se stalo měšťany. Někteří, jako Nagamasa Jamada, hledali štěstí v zámoří jako žoldáci. Většina róninů však žila v chudobě. V době vlády třetího šóguna Iemicua Tokugawy se jejich počet přiblížil půl milionu.
Zpočátku je šógunát považoval za nebezpečné a vyháněl je z měst nebo omezoval čtvrti, kde mohli žít. Vláda rovněž vydala zákaz sloužit novým pánům. A jelikož róninové neměli příliš možností uplatnění, připojili se v roce 1651 ke Keianskému povstání proti Tokugawskému šógunátu. To donutilo vládu přehodnotit svoji politiku. Zmírnila omezení dědictví daimjó, což mělo za následek méně konfiskací lén, a umožnila róninům připojit se k novým pánům.
Róninové neměli postavení ani moc zaměstnaného samuraje, a proto bylo jejich postavení nezáviděníhodné. Být róninem znamenalo nedostávat plat nebo nemít žádnou půdu. Britský diplomat a spisovatel baron Redesdale uvádí ve svých zápiscích jako ukázku hanby, kterou pociťoval samuraj, jenž se stal róninem, že rónin spáchal rituální sebevraždu u hrobů čtyřiceti sedmi róninů. Na místě zanechal vzkaz, že se pokoušel vstoupit do služeb daimjóa panství Čóšú v provincii Nagato, ale byl odmítnut. Zabil se, protože nechtěl sloužit žádnému jinému pánovi a nenáviděl být róninem. Na druhé straně se japonský spisovatel 18. století Bakin Takizawa zřekl své oddanosti Nobunarimu Macudairovi, v jehož službách Bakinův samurajský otec strávil svůj život. Bakin se dobrovolně stal róninem, oženil se a svoji rodinu živil psaním knih, převážně historických románů.
Císař Meidži zrušil v rámci svých reforem v 19. století třídu samurajů, čímž zanikli i róninové. 

## Významní róninové
- Bakin Takizawa zvaný též Kjokutei Bakin
- Mijamoto Musaši
- Rjóma Sakamoto
- Nagamasa Jamada
- 47 róninů